# Leptotila pallida
Leptotila pallida là một loài chim trong họ Columbidae.